# جیم بیکر (بازیکن فوتبال)
جیم بیکر (انگلیسی: Jim Baker; ۱۵ نوامبر ۱۸۹۱ – ۱۳ دسامبر ۱۹۶۶) بازیکن فوتبال اهل بریتانیا بود.
از باشگاه‌هایی که در آن بازی کرده‌است می‌توان به باشگاه فوتبال پورتسموث، باشگاه فوتبال لیدز یونایتد، باشگاه فوتبال دربی کانتی، باشگاه فوتبال هارتل پول یونایتد، باشگاه فوتبال نلسون، و باشگاه فوتبال هادرزفیلد تاون اشاره کرد.